# Diuris unica
Diuris unica är en orkidéart som beskrevs av David Lloyd Jones. Diuris unica ingår i släktet Diuris och familjen orkidéer. Inga underarter finns listade i Catalogue of Life.